# واين ألوين
واين ألوين  (بالإنجليزية: Wayne Allwine)‏، (ولد 7 فبراير 1947 - توفي 18 مايو 2009)، ممثل أميركي شهير وذائع الصيت، اشتهر بدبلجة صوت شخصية ديزني المحبوبة «ميكي ماوس».
بدأ بإعطاء صوته لميكي ماوس في عام 1977 واستمر بذلك لمدة 32 عاما متواصلة، وكان قد بدأ العمل في شركة والت ديزني بعام 1966. وقبل ذلك العمل كان يعمل في قسم البريد في الشركة ذاتها ومن ثم في قسم التأثيرات الصوتية حيث طوٌر مهاراته الصوتية. وفاز بجائزة إيمي في عام 1986 عن تدقيقه الصوتي في مسلسل قصص مدهشة على شبكة هيئة الإذاعة الوطنية الأميركية.

## وفاته
توفي في عام 2009 إثر تعقيدات ناجمة عن مرض السكري عن عمر يجاوز 62 عام. وكانت زوجته إلى جانبه زوجته راسي تايلور، وهي ممثلة أيضاً كانت تدبلج صوت شخصية «ميني ماوس» رفيقة ميكي في الرسوم المتحركة.

## وصلات خارجية
- واين ألوين على موقع IMDb (الإنجليزية)
- واين ألوين على موقع ألو سيني (الفرنسية)
- واين ألوين على موقع ميوزك برينز (الإنجليزية)
- واين ألوين على موقع أول موفي (الإنجليزية)
- واين ألوين على موقع ديسكوغز (الإنجليزية)
- واين ألوين على موقع قاعدة بيانات الفيلم (الإنجليزية)
- واين ألوين على موقع كينوبويسك (الروسية)
- خبر الوفاة مع صورة للزوجين والفأرين